# Shoutao
Shoutao (手套S, shŏutàoP) genericamente nella lingua cinese vuol dire guanto. All'interno del Ganzhi Wushi Meihuazhuang viene ad indicare una serie di esercizi di base per la preparazione al combattimento ed all'autodifesa. Il maestro Yan Zijie racconta che il Meihuazhuang ha questi esercizi in comune con lo Shaolinquan, in effetti essi hanno molti punti in comune con esercizi di vari stili di arti marziali cinesi del Nord. Ogni Shoutao possiede un proprio nome (i nomi e la loro sequenza sono presi dai testi di Han Jianzhong e Lu Gongli che appaiono nella bibliografia):
- Zhuangbu dui pao san dian (桩步对刨三点, in posizione saldamente ancorata al terreno scavare in coppia tre punti)
- Shang xia chui lianxi (上下捶, percuotere alto e basso)
- Aoshi chui (拗势捶, percuotere in posizione ritorta)
- Tan gen (弹根, sradicare)
- Si fanshou (四反手, quattro manrovesci)
- San chui wu dian (三捶五点, tre percosse cinque punti)
- San jiao mao (三角矛, )
- Suo shou (锁手, serrare le mani)
- Mihun ba zhang (迷魂巴掌, palmi che confondono)
- Shizi chui (十字捶, percuotere incrociato)
- Zhe gu chui (折骨捶, percuotere per rompere le ossa)
- Ba fanshou (八反手, otto manrovesci)
- Ba zhang tao (巴掌套, serie di palmi)
- Wei shen zhang (围身掌, palmi che avvolgono il corpo)
- Simen dou (四门斗, lottare nelle quattro porte)
- Tong xiu chui (通袖捶, percuotere con le maniche libere)
- Liu ba zhong na fa (六把种拿法, metodo di afferrare in sei specie di impugnature)